# Старе Хрусти (Томашовський повіт)
Старе Хрусти (пол. Stare Chrusty) — село в Польщі, у гміні Рокіцини Томашовського повіту Лодзинського воєводства.
Населення — 243 особи (2011).
У 1975-1998 роках село належало до Пйотрковського воєводства.

## Демографія
Демографічна структура станом на 31 березня 2011 року:
|          | Загалом | Допрацездатний вік | Працездатний вік | Постпрацездатний вік |
| -------- | ------- | ------------------ | ---------------- | -------------------- |
| Чоловіки | 107     | 18                 | 74               | 15                   |
| Жінки    | 136     | 30                 | 74               | 32                   |
| Разом    | 243     | 48                 | 148              | 47                   |